# Danao City
Danao City ist eine philippinische Stadt (component city) der 2. Einkommensklasse in der Provinz Cebu. Sie hat 136.471 Einwohner (Zensus 1. August 2015).
Im Jahr 2005 wurde Metro Cebu im Norden um Danao City und im Süden um San Fernando und Carcar erweitert.

## Baranggays
Danao City ist politisch in 43 Baranggays unterteilt.
| - Baliang - Bayabas - Binaliw - Cabungahan - Cagat-Lamac - Cahumayan - Cambanay - Cambubho - Cogon-Cruz - Danasan - Dungga - Dunggoan - Guinacot - Guinsay | - Ibo - Langosig - Lawaan - Licos - Looc - Magtagobtob - Malapoc - Manlayag - Mantija - Masaba - Maslog - Nangka - Oguis - Pili | - Poblacion - Quisol - Sabang - Sacsac - Sandayong Norte - Sandayong Sur - Santa Rosa - Santican - Sibacan - Suba - Tabok, Maslog - Taboc - Taytay - Togonon - Tuburan Sur |

## Referenz
- Amtliche Homepage von Cebu